# (315166) Pawelmaksym
(315166) Pawelmaksym est un astéroïde de la ceinture principale.

## Description
(315166) Pawelmaksym est un astéroïde de la ceinture principale. Il fut découvert le 6 avril 2007 à Charleston (ville de l'Illinois) par l'Observatoire de recherche astronomique. Il présente une orbite caractérisée par un demi-grand axe de 3,12 UA, une excentricité de 0,06 et une inclinaison de 10,6° par rapport à l'écliptique.

## Compléments